# Noto
Noto — це гарнітура, що включає понад 100 окремих шрифтів, які разом розроблені для покриття всіх писемностей, закодованих у стандарті Юнікод. Станом на жовтень 2016, шрифти Noto охоплюють усі 93 писемности, визначені у версії Unicode 6.1 (квітень 2012), хоча охоплено менше 30 000 із майже 75 000 уніфікованих ідеографів CJK у версії 6.0. Загалом шрифти Noto охоплюють понад 77 000 символів, що становить приблизно половину з 149 186 символів, визначених у Unicode 15.0 (опублікованому у вересні 2022 року).
Сімейство Noto розроблено з метою досягнення візуальної гармонії (наприклад, сумісної висоти та товщини штрихів) у кількох мовах/писемностях. Шрифт створено на замовлення Google  та надається згідно з ліцензією Open Font License SIL. До вересня 2015 року шрифти діяли під ліцензією Apache 2.0.

## Етимологія
Коли текст відтворюється комп’ютером, іноді символи відображаються як символи-замінники (зазвичай маленькі прямокутники). Це заміна символам, які не можна відобразити, оскільки на комп’ютері не встановлено шрифт із потрібними символами, англійською їх називають сленговим словом тофу через їх візуальну схожість із брикетами соєвого сиру .
Мета Google щодо Noto (чиє ім’я походить від no to fu, тобто нема тофу) полягає в тому, щоб видалити «тофу» з Інтернету. 

## Характеристики

### Емодзі
Проект Noto Emoji має кольорові та чорно-білі шрифти емодзі . Кольорова версія використовується в веб-додатках Gmail, Google Chat, Google Meet,  Google Hangouts і YouTube, а також в операційних системах Android, Wear OS  і ChromeOS  . Він також використовується в програмах Slack на Windows, Linux і Android. 

### Латинка, грецька та кирилиця
Noto Sans і Noto Serif містять латинські, грецькі та кириличні гліфи. Noto Sans базується на Droid Sans і Open Sans, а Noto Serif — на Droid Serif. Шрифти розроблені Стівом Меттесоном.
Шрифти Noto CJK також відомі як шрифти Adobe Source Han, розроблені спільно Adobe і Google, які містять китайські ієрогліфи хангул і кана; Латинські літери та цифри взяті зі шрифтів Source Pro.
На додаток до стандартних дистрибутивів Кен Лунде з Adobe підтримує версію «Super» OpenType Collection (OTC), яка надає сімейства під двома іменами одночасно. Оскільки OTC повторно використовують наявні гліфи, такий файл, що містить шрифти Noto та Source, лише на 200 КБ більший за файл, який містить лише шрифти Source .

## Покриття
Станом на 29 грудня 2020 there are 195 Noto fonts, of which 156 are sans-serif style, 29 are serif style, and the remaining 10 fonts are not classified as serif or sans-serif. The Noto Color Emoji font only works under Android and Linux, and cannot be installed under macOS or Microsoft Windows.
Шрифти Noto охоплюють 150 зі 154 шрифтів, визначених у версії Unicode 13.0 (випущеної в березні 2020 року), а також різні склади та емодзі, які не належать до певного сценарію.
Станом на жовтень 2016 року всі сценарії, закодовані до версії Unicode 6.0 (випущеної в жовтні 2010 року), були охоплені шрифтами Noto, хоча не всі символи, визначені у версії Unicode 6.0, були охоплені. Зокрема, лише близько 30 000 із 74 616 уніфікованих ідеографів CJK, визначених у версії Unicode 6.0, охоплювалися шрифтами Noto. Жоден із 53 сценаріїв і 1 блоку, закодованих між версіями Unicode 6.1 і 11.0, не охоплювався шрифтами Noto, хоча деякі символи, емодзі та символи, додані до існуючих сценаріїв після версії 6.0, були охоплені. Метою розробки для «Фази 3» є охоплення всіх символів у версії Unicode 9.0, за винятком більшості уніфікованих ідеографів CJK за межами базової багатомовної площини . 
Шрифти Noto Sans Symbols включають велику різноманітність символів, включаючи алхімічні знаки, дингбати, цифри та літери, укладені в кола для списків, гральні карти, плитки доміно та маджонг, значки шахових фігур, грецькі, візантійські та звичайні музичні символи та символи зі стрілками. Серед математичних символів він включає жирні гліфи на дошці, математичний шрифт без засічок за зразком Helvetica, шрифти Fraktur і script, гексаграми та цифри Aegean .
Станом на квітень 2021 року шрифти Noto у сховищі GitHub охоплюють Unicode 13: 
|             | Noto  | Unicode | % Юнікоду |
| ----------- | ----- | ------- | --------- |
| Не CJK      | 46794 | 49256   | 95,0%     |
| CJK         | 30867 | 94442   | 32,7%     |
| Усі Unicode | 77661 | 143698  | 54,0%     |

## Використання
Деякі проєкти мають пакети для встановлення шрифтів Noto, наприклад Debian, Arch Linux, Fedora Linux, Gentoo Linux, CTAN. Починаючи з версії 6.0, LibreOffice поставляється з шрифтами Noto. 
З 2019 року Noto IKEA, адаптована версія Noto Sans, є корпоративним шрифтом IKEA . Він використовується разом зі стандартними версіями Noto Sans. До того корпоративним шрифтом ІКЕА була Verdana. 

## Зовнішні посилання
- Офіційний сайт
- Noto Fonts at GitHub